# Lake of the Woods (Virginia)
Lake of the Woods è un census-designated place (CDP) degli Stati Uniti d'America, situato nello stato della Virginia, nella contea di Orange.